# Liste der Bodendenkmale in Brodersby-Goltoft
In der Liste der Bodendenkmale in Brodersby-Goltoft sind die Bodendenkmale der Gemeinde Brodersby-Goltoft nach dem Stand der Bodendenkmalliste des Archäologischen Landesamts Schleswig-Holstein von 2016 aufgelistet. Die Baudenkmale sind in der Liste der Kulturdenkmale in Brodersby-Goltoft aufgeführt.
| Denkmal-ID           | Befundart            | Bezeichnung                              | Zeitstellung | Lage               | Bemerkungen                                                  | Bild |
| -------------------- | -------------------- | ---------------------------------------- | ------------ | ------------------ | ------------------------------------------------------------ | ---- |
| aKD-ALSH-Nr. 003 702 | Grabmal > Kriegsgrab | Kriegsgrab                               | Neuzeit      | Friedhof Brodersby | Gedenkstein für 28 im Jahr 1850 gefallene dänische Soldaten  |      |
| aKD-ALSH-Nr. 003 703 | Grabmal > Kriegsgrab | Kriegsgrab                               | Neuzeit      | Friedhof Brodersby | Soldatengrab aus der Zeit der Deutsch-Dänischen Kriege       |      |
| aKD-ALSH-Nr. 003 704 | Grabmal > Kriegsgrab | Kriegsgrab                               | Neuzeit      | Friedhof Brodersby | Soldatengrab aus der Zeit der Deutsch-Dänischen Kriege       |      |
| aKD-ALSH-Nr. 003 705 | Grabmal > Kriegsgrab | Kriegsgrab                               | Neuzeit      | Friedhof Brodersby | Soldatengrab aus der Zeit der Deutsch-Dänischen Kriege       |      |
| aKD-ALSH-Nr. 003 706 | Grabmal > Kriegsgrab | Kriegsgrab                               | Neuzeit      | Friedhof Brodersby | Soldatengrab aus der Zeit der Deutsch-Dänischen Kriege       |      |
| aKD-ALSH-Nr. 003 707 | Grabmal > Kriegsgrab | Kriegsgrab                               | Neuzeit      | Friedhof Brodersby | Soldatengrab aus der Zeit der Deutsch-Dänischen Kriege       |      |
| aKD-ALSH-Nr. 003 708 | Grabmal > Kriegsgrab | Kriegsgrab                               | Neuzeit      | Friedhof Brodersby | Soldatengrab aus der Zeit der Deutsch-Dänischen Kriege       |      |
| aKD-ALSH-Nr. 003 709 | Grabmal > Kriegsgrab | Kriegsgrab                               | Neuzeit      | Friedhof Brodersby | Gedenkstein für einen Veteranen des Deutsch-Dänischen Kriegs |      |
| aKD-ALSH-Nr. 003 710 | besonderer Stein     | Inschriftenstein/Grenzstein/Schalenstein |              |                    |                                                              |      |
| aKD-ALSH-Nr. 004 000 | besonderer Stein     | Inschriftenstein/Grenzstein/Schalenstein |              |                    |                                                              |      |
| aKD-ALSH-Nr. 004 001 | besonderer Stein     | Inschriftenstein/Grenzstein/Schalenstein |              |                    |                                                              |      |